# Nati nel 1961/Agosto
| Questa pagina contiene informazioni ricavate automaticamente dalle voci biografiche con l'ausilio del template Bio e di un bot. L'aggiornamento è periodico e automatico e ricostruisce completamente la pagina. Se manca una persona in questa lista, sei pregato di non aggiungerla, ma accertati piuttosto che la sua voce biografica contenga il template Bio e che i dati anagrafici siano correttamente compilati. Se il template Bio manca, inseriscilo tu stesso o, in alternativa, metti l'avviso {{tmp\|Bio}} che ne segnala la mancanza. Se i dati riportati sono sbagliati, correggi direttamente la voce biografica; le modifiche saranno visibili in questa lista entro pochi giorni. Per chiarimenti vedi il progetto biografie. La lista contiene solo le 308 persone che sono citate nell'enciclopedia e per le quali è stato implementato correttamente il template Bio. Pagina aggiornata al 18 ago 2025. |

- 1º agosto - Allen Berg, pilota automobilistico canadese
- 1º agosto - Danny Blind, dirigente sportivo, allenatore di calcio e ex calciatore olandese
- 1º agosto - Young Chimodzi, allenatore di calcio e ex calciatore malawiano
- 1º agosto - Michael Davis, regista e sceneggiatore inglese
- 1º agosto - Imad Khamis, politico siriano
- 1º agosto - Peter Evans, ex nuotatore australiano
- 1º agosto - Javier Hernández Gutiérrez, ex calciatore messicano
- 1º agosto - Michele Petruzzelli, abate italiano
- 1º agosto - Michael Spiller, regista statunitense
- 1º agosto - Sjaak Storm, ex calciatore e allenatore di calcio olandese
- 1º agosto - Henry Tillman, ex pugile statunitense
- 1º agosto - Rade Tovladijac, fumettista, pittore e illustratore serbo
- 1º agosto - Olimpia Vano, politica italiana
- 1º agosto - Marcelo de Carvalho, conduttore televisivo, produttore televisivo e imprenditore brasiliano
- 2 agosto - David Binney, musicista statunitense
- 2 agosto - Cui Jian, cantante e musicista cinese
- 2 agosto - Sugao Kambe, allenatore di calcio, ex calciatore e ex giocatore di calcio a 5 giapponese
- 2 agosto - María Moret, ex cestista cubana
- 2 agosto - Mark Moseley, doppiatore statunitense
- 2 agosto - Dmitrij Jur'evič Pučkov, traduttore, scrittore e sceneggiatore russo
- 2 agosto - Mike Ross, politico e imprenditore statunitense
- 2 agosto - John Vlissides, informatico statunitense († 2005)
- 2 agosto - Gustav Weder, bobbista svizzero
- 2 agosto - Pete de Freitas, musicista e produttore discografico britannico († 1989)
- 3 agosto - Massimo Constantini, giocatore di curling italiano
- 3 agosto - Molly Hagan, attrice statunitense
- 3 agosto - Anna Hoekstra, ex cestista olandese
- 3 agosto - Naomichi Matsumoto, medico e genetista giapponese
- 3 agosto - Diego Pastori, ex cestista, dirigente sportivo e allenatore di pallacanestro italiano
- 3 agosto - Shelley Taylor-Smith, ex nuotatrice australiana
- 4 agosto - Nick Arnold, divulgatore scientifico britannico
- 4 agosto - Pumpuang Duangjan, cantante e attrice thailandese († 1992)
- 4 agosto - Michael Holton, ex cestista e allenatore di pallacanestro statunitense
- 4 agosto - Claudio Langes, ex pilota automobilistico italiano
- 4 agosto - Veselin Marinov, cantante bulgaro
- 4 agosto - Barack Obama, politico e avvocato statunitense
- 4 agosto - Kembra Pfahler, attrice, cantante e artista statunitense
- 4 agosto - Corrado Rizza, disc jockey, produttore discografico e regista italiano
- 4 agosto - Lauren Tom, attrice e doppiatrice statunitense
- 4 agosto - Béatrice Vialle, aviatrice francese
- 5 agosto - Mercedes Aráoz, economista e politica peruviana
- 5 agosto - Colin Bell, allenatore di calcio e ex calciatore inglese
- 5 agosto - Lance Berwald, ex cestista statunitense
- 5 agosto - Dario Bonetti, allenatore di calcio e ex calciatore italiano
- 5 agosto - Peter Chung Soon-taek, arcivescovo cattolico sudcoreano
- 5 agosto - Marinella Draghetti, ex cestista italiana
- 5 agosto - Marc Innaro, giornalista italiano
- 5 agosto - Tawny Kitaen, modella e attrice statunitense († 2021)
- 5 agosto - Greg Kite, ex cestista, allenatore di pallacanestro e dirigente sportivo statunitense
- 5 agosto - Eros Mannino, vigile del fuoco e dirigente pubblico italiano
- 5 agosto - Janet McTeer, attrice britannica
- 5 agosto - Akemi Nakahashi, ex cestista giapponese
- 5 agosto - Mark O'Connor, musicista e compositore statunitense
- 5 agosto - Maria Cristina Ponteprimo, ex nuotatrice italiana
- 5 agosto - Henri Stambouli, calciatore e allenatore di calcio francese († 2023)
- 5 agosto - Pat Tanaka, ex wrestler statunitense
- 6 agosto - Mary Lou Daniels, ex tennista statunitense
- 6 agosto - Francesco Falaschi, regista, sceneggiatore e critico cinematografico italiano
- 6 agosto - Antonella Interlenghi, attrice italiana
- 6 agosto - Cara Lott, attrice pornografica statunitense († 2018)
- 6 agosto - Mario Lucca, ex calciatore argentino
- 6 agosto - Takayuki Negishi, musicista giapponese
- 6 agosto - Kjell Westö, scrittore e giornalista finlandese
- 6 agosto - Karl Zéro, conduttore televisivo, regista e cantante francese
- 7 agosto - Angelika Aukenthaler, ex slittinista italiana
- 7 agosto - Vincent Castellanos, attore statunitense
- 7 agosto - Elena Davydova, ex ginnasta sovietica
- 7 agosto - Ricardo Graça Mello, cantante, musicista e attore brasiliano
- 7 agosto - Maurizio Landini, sindacalista italiano
- 7 agosto - Octavian Morariu, dirigente sportivo, ingegnere e ex rugbista a 15 rumeno
- 7 agosto - Eston Mulenga, calciatore zambiano († 1993)
- 7 agosto - Michelle Rocca, modella irlandese
- 7 agosto - Carlos Vives, cantautore, chitarrista e pianista colombiano
- 7 agosto - Maggie Wheeler, attrice statunitense
- 8 agosto - Amir Bino, ex cestista israeliano
- 8 agosto - The Edge, chitarrista, cantante e tastierista britannico
- 8 agosto - Luciano Fadiga, neuroscienziato italiano
- 8 agosto - John Thomas Folda, vescovo cattolico statunitense
- 8 agosto - Ron Klain, funzionario e politico statunitense
- 8 agosto - Bruce Matthews, allenatore di football americano e ex giocatore di football americano statunitense
- 8 agosto - Rikki Rockett, batterista statunitense
- 8 agosto - Riccardo Turrini Vita, ex magistrato italiano
- 8 agosto - Simon Weston, attivista e scrittore britannico
- 9 agosto - John Kristian Angvik, ex calciatore norvegese
- 9 agosto - Andy Brickley, ex hockeista su ghiaccio statunitense
- 9 agosto - Brad Gilbert, allenatore di tennis e ex tennista statunitense
- 9 agosto - John Key, politico neozelandese
- 9 agosto - Angelo Mannironi, ex sollevatore italiano
- 9 agosto - Dane Suttle, ex cestista e allenatore di pallacanestro statunitense
- 9 agosto - Jesse Vassallo, ex nuotatore portoricano
- 9 agosto - Shemi Zarhin, regista, scrittore e sceneggiatore israeliano
- 10 agosto - Diego Cash, ex rugbista a 15, allenatore di rugby a 15 e dirigente sportivo argentino
- 10 agosto - Tomás Farfán, calciatore peruviano († 1987)
- 10 agosto - Juan Carlos Herrero Duo, allenatore di calcio e ex calciatore spagnolo
- 10 agosto - Frode Holstad Hansen, allenatore di calcio e ex calciatore norvegese
- 10 agosto - Ian Hunter, ex calciatore australiano
- 10 agosto - Chris Marustik, calciatore gallese († 2015)
- 10 agosto - Billy Ray Smith, ex giocatore di football americano statunitense
- 11 agosto - Felix Belczyk, ex sciatore alpino canadese
- 11 agosto - Craig Ehlo, ex cestista statunitense
- 11 agosto - André Hoffmann, ex pattinatore di velocità su ghiaccio tedesco
- 11 agosto - Maria Teresa Meli, giornalista italiana
- 11 agosto - Sunil Shetty, attore e produttore cinematografico indiano
- 11 agosto - Alberto Simonini, chitarrista e compositore italiano
- 11 agosto - Frederick Sturckow, astronauta statunitense
- 12 agosto - Clara Alfonso, ex schermitrice cubana
- 12 agosto - Anba Antonio, vescovo cristiano orientale egiziano
- 12 agosto - Violeta Bermúdez, politica e avvocata peruviana
- 12 agosto - Roy Hay, chitarrista, tastierista e compositore britannico
- 12 agosto - Tat'jana Samolenko-Dorovskich, ex mezzofondista ucraina
- 12 agosto - Luca Serafini, giornalista e scrittore italiano
- 13 agosto - Andrea Ballarini, scrittore e pubblicitario italiano († 2019)
- 13 agosto - Chad Brown, giocatore di poker, attore e personaggio televisivo statunitense († 2014)
- 13 agosto - Chrīstos Christodoulou, ex cestista greco
- 13 agosto - Franco Ermini, ex calciatore italiano
- 13 agosto - Kōji Kondō, compositore e musicista giapponese
- 13 agosto - Borjana Krišto, politica bosniaca
- 13 agosto - Dawnn Lewis, attrice e doppiatrice statunitense
- 13 agosto - Tom Perrotta, scrittore e sceneggiatore statunitense
- 13 agosto - Stefano Soderini, ex terrorista e collaboratore di giustizia italiano
- 13 agosto - Cary Stayner, assassino seriale statunitense
- 13 agosto - Giampietro Stocco, giornalista e scrittore italiano
- 13 agosto - Bettine Vriesekoop, tennistavolista olandese
- 13 agosto - Bobby Williamson, ex calciatore e allenatore di calcio scozzese
- 14 agosto - Beatriz Argimón, notaia e politica uruguaiana
- 14 agosto - Eddie Gilbert, wrestler statunitense († 1995)
- 14 agosto - John Hillcoat, regista e sceneggiatore australiano
- 14 agosto - Miloslav Hořava, allenatore di hockey su ghiaccio e ex hockeista su ghiaccio ceco
- 14 agosto - Buddy Landel, wrestler statunitense († 2015)
- 14 agosto - Yourik Sargsyan, ex sollevatore sovietico
- 14 agosto - Werner Stocker, bobbista svizzero
- 14 agosto - Satoshi Tsunami, allenatore di calcio e ex calciatore giapponese
- 15 agosto - Dale Dudley, attore statunitense
- 15 agosto - Ayhan Ergürsel, montatore turco († 2019)
- 15 agosto - Gary Kubiak, ex giocatore di football americano e allenatore di football americano statunitense
- 15 agosto - Jevgeņijs Miļevskis, ex calciatore lettone
- 15 agosto - Dietmar Mögenburg, ex altista tedesco
- 15 agosto - Leone Pompucci, regista, sceneggiatore e fotografo italiano
- 16 agosto - Robert Ameerali, politico surinamese
- 16 agosto - Alessandro Bonesso, dirigente sportivo e ex calciatore italiano
- 16 agosto - Elpidia Carrillo, attrice messicana
- 16 agosto - Giorgio Costantini, musicista, compositore e pianista italiano
- 16 agosto - Santo Rocco Gangemi, arcivescovo cattolico italiano
- 16 agosto - Rodney Harmon, ex tennista statunitense
- 16 agosto - Ghanim Oraibi, ex calciatore iracheno
- 16 agosto - Kang Deuk-soo, ex calciatore sudcoreano
- 16 agosto - Noam Murro, regista israeliano
- 16 agosto - Gunnar Neuriesser, ex sciatore alpino svedese
- 16 agosto - Christian Okoye, ex giocatore di football americano nigeriano
- 16 agosto - Ivan Pudar, ex calciatore croato
- 16 agosto - Saskia Reeves, attrice britannica
- 16 agosto - Stew, musicista, compositore e librettista statunitense
- 16 agosto - Urara Takano, attrice e doppiatrice giapponese
- 17 agosto - Takashi Aoyagi, doppiatore giapponese
- 17 agosto - Ignace Bessi Dogbo, cardinale e arcivescovo cattolico ivoriano
- 17 agosto - Beatriz Bracher, scrittrice brasiliana
- 17 agosto - Flavia Bustreo, medico e epidemiologa italiana
- 17 agosto - Renat Davlet'jarov, regista russo
- 17 agosto - Christopher Geidt, funzionario britannico
- 17 agosto - Ranko Krivokapić, politico montenegrino
- 17 agosto - Aleksandăr Markov, ex calciatore bulgaro
- 17 agosto - Hervé Morin, politico francese
- 17 agosto - Luis Alberto Orellana, politico italiano
- 17 agosto - Kati Outinen, attrice finlandese
- 17 agosto - Clemens Pickel, vescovo cattolico e missionario tedesco
- 18 agosto - Pierluigi Benedettini, ex calciatore sammarinese
- 18 agosto - Ester Brohus, cantante danese
- 18 agosto - Mark Buckland, ex calciatore inglese
- 18 agosto - Timothy Geithner, politico, economista e banchiere statunitense
- 18 agosto - Johann Passler, ex biatleta italiano
- 18 agosto - Mario Patanè, attore italiano
- 18 agosto - Glenn Plummer, attore statunitense
- 18 agosto - Birol Ünel, attore turco († 2020)
- 18 agosto - Owen Da Gama, allenatore di calcio sudafricano
- 18 agosto - Marianne van der Torre, ex tennista olandese
- 19 agosto - Frédéric Antonetti, allenatore di calcio e ex calciatore francese
- 19 agosto - Virginio Brivio, politico italiano
- 19 agosto - Jonathan Coe, scrittore britannico
- 19 agosto - Francesca Comencini, regista e sceneggiatrice italiana
- 19 agosto - Rémy Marion, fotografo e scrittore francese
- 19 agosto - Sandra Sabattini, atleta italiana († 1984)
- 19 agosto - Violeta Urmana, soprano e mezzosoprano lituano
- 19 agosto - Luciano Vecchi, politico italiano
- 19 agosto - Ville Virtanen, attore finlandese
- 20 agosto - Ugo De Vita, scrittore e attore italiano
- 20 agosto - Stjepan Deverić, allenatore di calcio e ex calciatore jugoslavo
- 20 agosto - Bonaventure Djonkep, allenatore di calcio e ex calciatore camerunese
- 20 agosto - Ivano Edalini, ex sciatore alpino italiano
- 20 agosto - Greg Egan, scrittore di fantascienza australiano
- 20 agosto - Linda Manz, attrice statunitense († 2020)
- 20 agosto - Steve McMahon, ex calciatore e allenatore di calcio inglese
- 20 agosto - Martha Medeiros, giornalista e scrittrice brasiliana
- 20 agosto - Manuel Merino, politico e agronomo peruviano
- 20 agosto - Plamen Nikolov, ex calciatore bulgaro
- 20 agosto - Vito Orlando, giornalista e dirigente sportivo italiano
- 20 agosto - James Rollins, scrittore statunitense
- 20 agosto - Brad Schneider, politico statunitense
- 21 agosto - Fabio Albinelli, ex calciatore italiano
- 21 agosto - Mitchell Anderson, attore statunitense
- 21 agosto - Sharon Angela, attrice, sceneggiatrice e regista statunitense
- 21 agosto - Roberto Balzani, storico e politico italiano
- 21 agosto - Viktor Batyrev, matematico russo
- 21 agosto - Eric Darnell, regista, sceneggiatore e compositore statunitense
- 21 agosto - Lance Deal, ex martellista statunitense
- 21 agosto - Alberto Gimignani, attore e attivista italiano
- 21 agosto - Stephen Hillenburg, disegnatore e biologo statunitense († 2018)
- 21 agosto - Kimberley Santos, modella statunitense
- 21 agosto - Maria Saponara, politica italiana
- 21 agosto - Gottlieb Taschler, biatleta e dirigente sportivo italiano
- 21 agosto - Nebojša Zorkić, ex cestista jugoslavo
- 21 agosto - Luis Marín de San Martín, vescovo cattolico spagnolo
- 21 agosto - Igor Çudinov, politico kirghiso
- 22 agosto - Walter Biagini, ex calciatore italiano
- 22 agosto - Uwe Bredow, ex calciatore tedesco
- 22 agosto - Andrés Calamaro, cantautore argentino
- 22 agosto - Marc Deheneffe, ex cestista, dirigente sportivo e politico belga
- 22 agosto - Aleksandr Dvornikov, generale russo
- 22 agosto - Lelio Giannetto, contrabbassista italiano († 2020)
- 22 agosto - Dennis McKinnon, ex giocatore di football americano statunitense
- 22 agosto - Miguel Ángel Noro, ex calciatore boliviano
- 22 agosto - Roland Orzabal, cantante e chitarrista britannico
- 23 agosto - Dean DeLeo, musicista statunitense
- 23 agosto - Alexandre Desplat, compositore francese
- 23 agosto - Erez Edelstein, allenatore di pallacanestro israeliano
- 23 agosto - Mohammad Bagher Ghalibaf, politico e militare iraniano
- 23 agosto - Roberto Grassilli, fumettista, illustratore e cantante italiano
- 23 agosto - Gary Mabbutt, ex calciatore inglese
- 23 agosto - Rune Rudberg, cantante norvegese
- 24 agosto - Mark Bedford, bassista britannico
- 24 agosto - Alberto Cavanna, scrittore, traduttore e illustratore italiano
- 24 agosto - Jared Harris, attore britannico
- 24 agosto - Clay Higgins, politico statunitense
- 24 agosto - Juan Antonio Felipe Gallego, ex calciatore spagnolo
- 24 agosto - Víctor Mendoza Cevallos, ex calciatore ecuadoriano
- 24 agosto - Bojana Mitreva, ex cestista bulgara
- 24 agosto - Murajica Pajič, allenatore di hockey su ghiaccio e ex hockeista su ghiaccio sloveno
- 24 agosto - Mark Protosevich, sceneggiatore statunitense
- 24 agosto - Sigfrido Ranucci, giornalista e autore televisivo italiano
- 24 agosto - Stéphane Richard, imprenditore francese
- 24 agosto - Tiger Shaw, dirigente d'azienda, dirigente sportivo e ex sciatore alpino statunitense
- 25 agosto - Oleg Bož'ev, ex pattinatore di velocità su ghiaccio sovietico
- 25 agosto - Francisco Conesa Ferrer, vescovo cattolico spagnolo
- 25 agosto - Billy Ray Cyrus, cantautore e attore statunitense
- 25 agosto - Ian Edmunds, ex canottiere australiano
- 25 agosto - Urs Fehlmann, bobbista svizzero
- 25 agosto - Yutaka Ikeuchi, allenatore di calcio e ex calciatore giapponese
- 25 agosto - Jóannes Jakobsen, ex calciatore faroese
- 25 agosto - Gerd Kafka, pilota motociclistico austriaco
- 25 agosto - Carlos Muñoz Cobo, ex calciatore spagnolo
- 25 agosto - Hannes Obermair, storico italiano
- 25 agosto - Francesco Scoma, politico italiano
- 25 agosto - Tuija Vuoksiala, ex biatleta finlandese
- 25 agosto - Ally Walker, attrice statunitense
- 25 agosto - Joanne Whalley, attrice e cantante britannica
- 25 agosto - Eric Willaarts, ex calciatore olandese
- 26 agosto - Maria Teresa Bertuzzi, politica italiana
- 26 agosto - Marco Dorigo, informatico italiano
- 26 agosto - Bram Moolenaar, informatico olandese († 2023)
- 26 agosto - Fahrudin Omerović, ex calciatore bosniaco
- 26 agosto - Toni Pandolfo, attore italiano
- 26 agosto - Rosapaeda, cantante italiana
- 26 agosto - Stefano Russo, vescovo cattolico italiano
- 27 agosto - Yolanda Adams, cantante statunitense
- 27 agosto - Tom Ford, stilista, regista e sceneggiatore statunitense
- 27 agosto - Alla Griščenkova, ex nuotatrice sovietica
- 27 agosto - André Lurquin, ex ciclista su strada e pistard francese
- 27 agosto - Steve McDowall, ex rugbista a 15, allenatore di rugby a 15 e imprenditore neozelandese
- 27 agosto - Remo Ruffini, imprenditore italiano
- 27 agosto - Leonardo Sgura, giornalista italiano
- 27 agosto - Marcus Stock, vescovo cattolico britannico
- 27 agosto - Helmut Winklhofer, ex calciatore tedesco
- 28 agosto - Kim Appleby, cantautrice britannica
- 28 agosto - Jennifer Coolidge, attrice statunitense
- 28 agosto - Benoît Delhomme, direttore della fotografia francese
- 28 agosto - Saskia Esken, politica tedesca
- 28 agosto - Daniel Ernest Flores, vescovo cattolico statunitense
- 28 agosto - Vasilīs Fragkias, ex cestista e allenatore di pallacanestro greco
- 28 agosto - Sheila Holzworth, sciatrice alpina statunitense († 2013)
- 28 agosto - Kim Leine, scrittore danese
- 28 agosto - Roberto Marina, ex calciatore spagnolo
- 28 agosto - Francesco Marino, dirigente sportivo e ex calciatore italiano
- 28 agosto - Francesca Livia Sartori, costumista italiana
- 28 agosto - Claudio Schina, dirigente sportivo, allenatore di pallamano e ex pallamanista italiano
- 29 agosto - Ahmed Aboutaleb, politico e giornalista marocchino
- 29 agosto - Eddie Calvo, politico statunitense
- 29 agosto - Mirosław Chlebosz, ex sollevatore polacco
- 29 agosto - Jeff Durgan, ex calciatore statunitense
- 29 agosto - Cássio Gabus Mendes, attore brasiliano
- 29 agosto - Armando Martínez, ex pugile cubano
- 29 agosto - Rodney McCray, ex cestista statunitense
- 29 agosto - Michael J McEvoy, tastierista statunitense
- 29 agosto - Philipp Moog, attore e doppiatore tedesco
- 29 agosto - Tomislav Paškvalin, ex pallanuotista croato
- 30 agosto - Steffanie Borges, cantautrice e modella statunitense
- 30 agosto - Leonel Contreras, ex calciatore cileno
- 30 agosto - Evgenij Borisovič Kuznecov, ex calciatore sovietico
- 30 agosto - Brian Mitchell, ex pugile sudafricano
- 30 agosto - Philippe Olivier, politico francese
- 30 agosto - Patrik Schumacher, architetto e docente tedesco
- 30 agosto - Salvatore Todisco, pugile italiano († 1990)
- 31 agosto - Kieran Crowley, ex rugbista a 15 e allenatore di rugby a 15 neozelandese
- 31 agosto - Leonardo D'Ascenzo, arcivescovo cattolico italiano
- 31 agosto - Francesca Grimaldi, giornalista e conduttrice televisiva italiana
- 31 agosto - Anri, cantante giapponese
- 31 agosto - Francesca Martini, politica italiana
- 31 agosto - Ioan Gyuri Pascu, cantante, attore e comico rumeno († 2016)
- 31 agosto - Tonino Picula, politico croato
- 31 agosto - Dīmītrios Tsionanīs, ex calciatore greco